# Thom Noble
Thom Noble (* Mai 1935) ist ein britischer Filmeditor, der sowohl einen Oscar für den besten Schnitt als auch einen Eddie gewann, den Filmpreis der American Cinema Editors (ACE).

## Leben
Noble begann seine Laufbahn als Editor in der Filmindustrie 1964 bei der Produktion Verführen will gelernt sein (Rattle of a Simple Man) und wirkte bis heute an der Herstellung von über fünfzig Filmen mit.
Bei der Oscarverleihung 1986 gewann er den Oscar für den besten Schnitt für Der einzige Zeuge (1985) von Peter Weir mit Harrison Ford, Kelly McGillis und Danny Glover in den Hauptrollen. Zugleich erhielt er hierfür den Eddie der American Cinema Editors (ACE) und war darüber hinaus für den British Academy Film Award für den besten Schnitt nominiert.
1992 erhielt er eine Nominierung für den Oscar für den besten Schnitt für Thelma & Louise (1991) von Ridley Scott mit Susan Sarandon, Geena Davis und Harvey Keitel. Für den Schnitt in diesem Film war er zudem erneut für den BAFTA Film Award nominiert.

## Filmografie (Auswahl)
- 1980: Rambo (First Blood)
- 1964: Verführen will gelernt sein (Rattle of a Simple Man)
- 1966: Fahrenheit 451
- 1967: … und Scotland Yard schweigt (The Man Outside)
- 1971: Monty Pythons wunderbare Welt der Schwerkraft (And Now for Something Completely Different)
- 1974: Begrabt die Wölfe in der Schlucht (Billy Two Hats)
- 1974: Duddy will hoch hinaus (The Apprenticeship of Duddy Kravitz)
- 1975: Unternehmen Rosebud (Rosebud)
- 1978: Die Schlemmer-Orgie (Who Is Killing the Great Chefs of Europe?)
- 1984: Die rote Flut (Red Dawn)
- 1985: Der einzige Zeuge (Witness)
- 1986: Mosquito Coast (The Mosquito Coast)
- 1988: Eine Frau steht ihren Mann (Switching Channels)
- 1988: Winter People – Wie ein Blatt im Wind (Winter People)
- 1990: Land der schwarzen Sonne (Mountains of the Moon)
- 1990: Der Exorzist III (The Exorcist III)
- 1991: Thelma & Louise
- 1992: Eiskalte Leidenschaft (Final Analysis)
- 1993: Body of Evidence
- 1994: Hudsucker – Der große Sprung (The Hudsucker Proxy)
- 1995: Der scharlachrote Buchstabe (The Scarlet Letter)
- 1998: Die Maske des Zorro (The Mask of Zorro)
- 1999: Inspektor Gadget
- 2000: Vertical Limit
- 2005: Soldier of God
- 2005: Flightplan – Ohne jede Spur (Flightplan)
- 2009: Die Frau des Zeitreisenden (The Time Traveler’s Wife)
- 2010: R.E.D. – Älter, Härter, Besser (RED – Retired. Extremely Dangerous)
- 2012: Alex Cross
- 2015: Point Break

## Auszeichnungen
Oscar
- 1986: für den besten Schnitt

Eddie
- 1986: für den besten Filmschnitt